# Leucoptera onobrychidella
Leucoptera onobrychidella is een vlinder uit de familie sneeuwmotten (Lyonetiidae). De wetenschappelijke naam is voor het eerst geldig gepubliceerd in 1937 door Klimesch.
De soort komt voor in Europa.